# Estádio Engenheiro Alencar Araripe
O Estádio Engenheiro Alencar de Araripe, Engenheiro Araripe (como é mais conhecido) ou ainda Estádio do Jardim é um dos principais estádios de futebol do estado do Espírito Santo, com a sua capacidade atual estimada em 8 mil pessoas. De propriedade da Desportiva Ferroviária, fica localizado no bairro Jardim América, no município de Cariacica, parte da Região Metropolitana de Vitória. O estádio encontra-se a apenas um quilômetro do centro de Vitória, bem próximo à rodoviária da capital capixaba. O Rio Branco e o Espírito Santo também mandam suas partidas no Engenheiro Araripe.

## História
Tendo sido fundado em 16 de janeiro de 1966, na partida de inauguração do estádio a Desportiva Ferroviária enfrentou o America do Rio de Janeiro, ganhando do time carioca por 3 a 0. A Desportiva Ferroviária foi a campo com Adjalma, Azul, Mateus, Roberto Almeida, Earl, Wilson, Fausto, Arinos, Maurélio, Silvinho e Bezerra. Entraram durante a partida Xavier, Umberto Monteiro, Somonassi, Edson Flecha Negra e Alcione. O primeiro gol do Araripe foi marcado por Roberto Almeida (contra).
O primeiro treino noturno no estádio foi no dia 19 de fevereiro de 1967. A primeira partida noturna no estádio aconteceu no dia 22 de fevereiro de 1967 entre Desportiva Ferroviária x Fluminense, vencida pela equipe capixaba. Dennilson e Silvinho marcaram os gols da vitória da Desportiva.
O Engenheiro Araripe foi palco da única apresentação oficial da Seleção Brasileira de Futebol no estado do Espírito Santo, em 26 de junho de 1996, quando a Seleção Brasileira do técnico Zagallo derrotou a Seleção da Polônia por 3 a 1. Os gols foram de Bebeto (2), Dubicki (POL) e Narciso. O árbitro foi o espanhol José Maria Aranda Encimar. Este foi o jogo de número 915 da Seleção Brasileira.
Em 1999, a Desportiva Ferroviária realizou uma sociedade com o Grupo Villa-Forte, formando um clube-empresa, a Desportiva Capixaba. Dessa forma, o Grupo Villa-Forte passou a administrar o estádio. Em 2011 o estádio voltou a ser gerido pela Desportiva Ferroviária após a fim da sociedade, passando a Ferroviária a mandar lá seus jogos e treinos. Em agosto de 2011 a Desportiva Ferroviária conseguiu adiar um leilão do estádio referente à dívidas acumuladas por outras direções e falhas na sociedade com o Grupo Villa-Forte. O leilão foi iniciado para pagar dívidas do clube, que foram quitadas.
No final de 2012 foi selado um acordo entre a Desportiva Ferroviária, a cooperativa médica Unimed e o Banco Sicoob para a revitalização do estádio, que passou a se chamar Arena Unimed Sicoob. O acordo foi de R$ 2,5 milhões por 5 anos empregados na revitalização do estádio, onde foram feitas reformas estruturais nas arquibancadas, instalação de sistema de irrigação eletrônico, melhorias no gramado nos padrões FIFA, instalação de um placar eletrônico, construção de um campo anexo para treinos e a construção de uma casa de shows em um terreno anexo ao estádio. O contrato foi rescindido ao final de 2016.

## Estrutura
O estádio conta com quatorze cabines de imprensa, dois camarotes, seis bares, entradas independentes para os cinco setores do estádio, academia e três vestiários amplos com acesso aos gramados por túneis independentes.

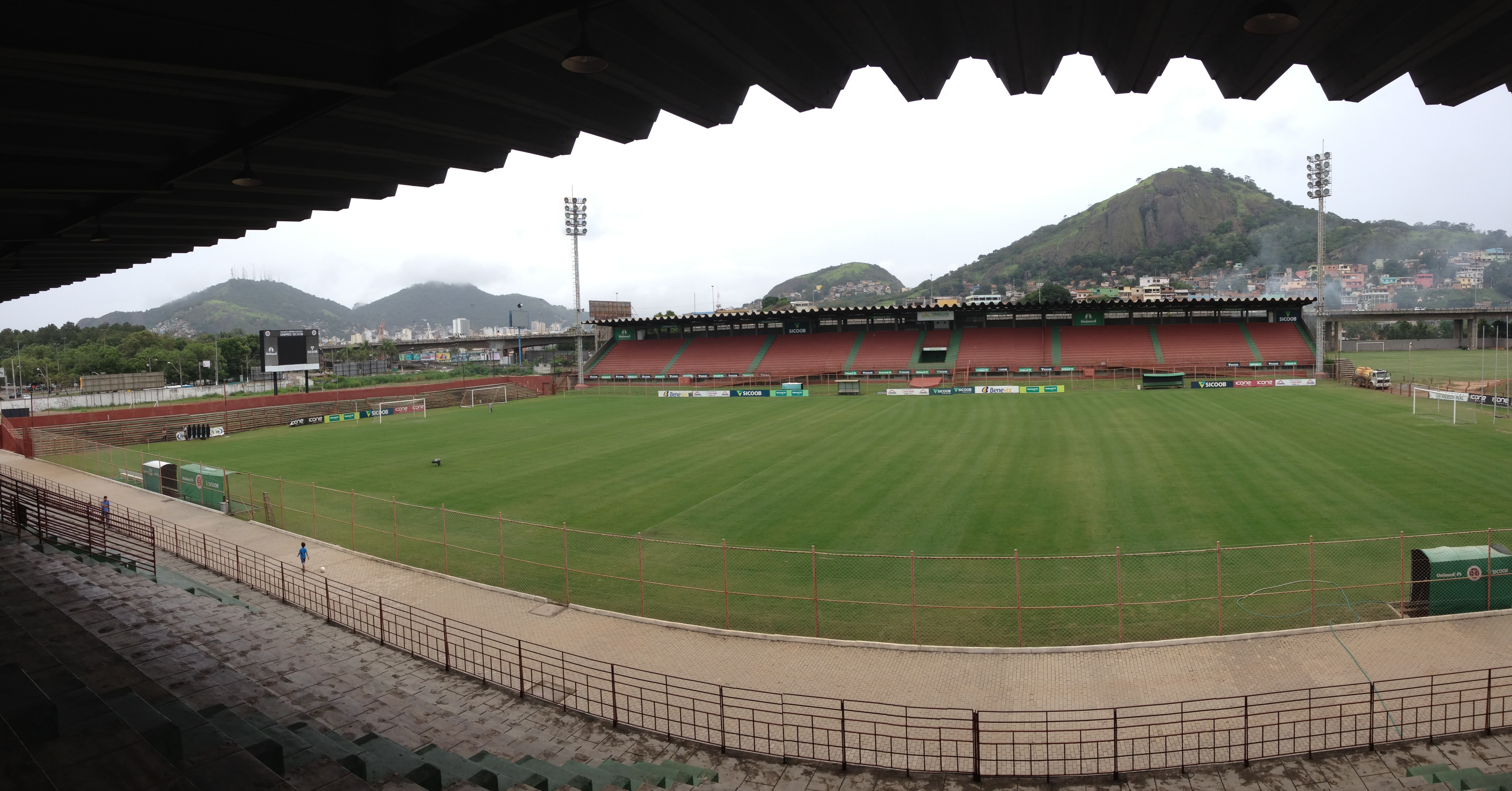
Vista a partir de uma das arquibancadas do estádio.
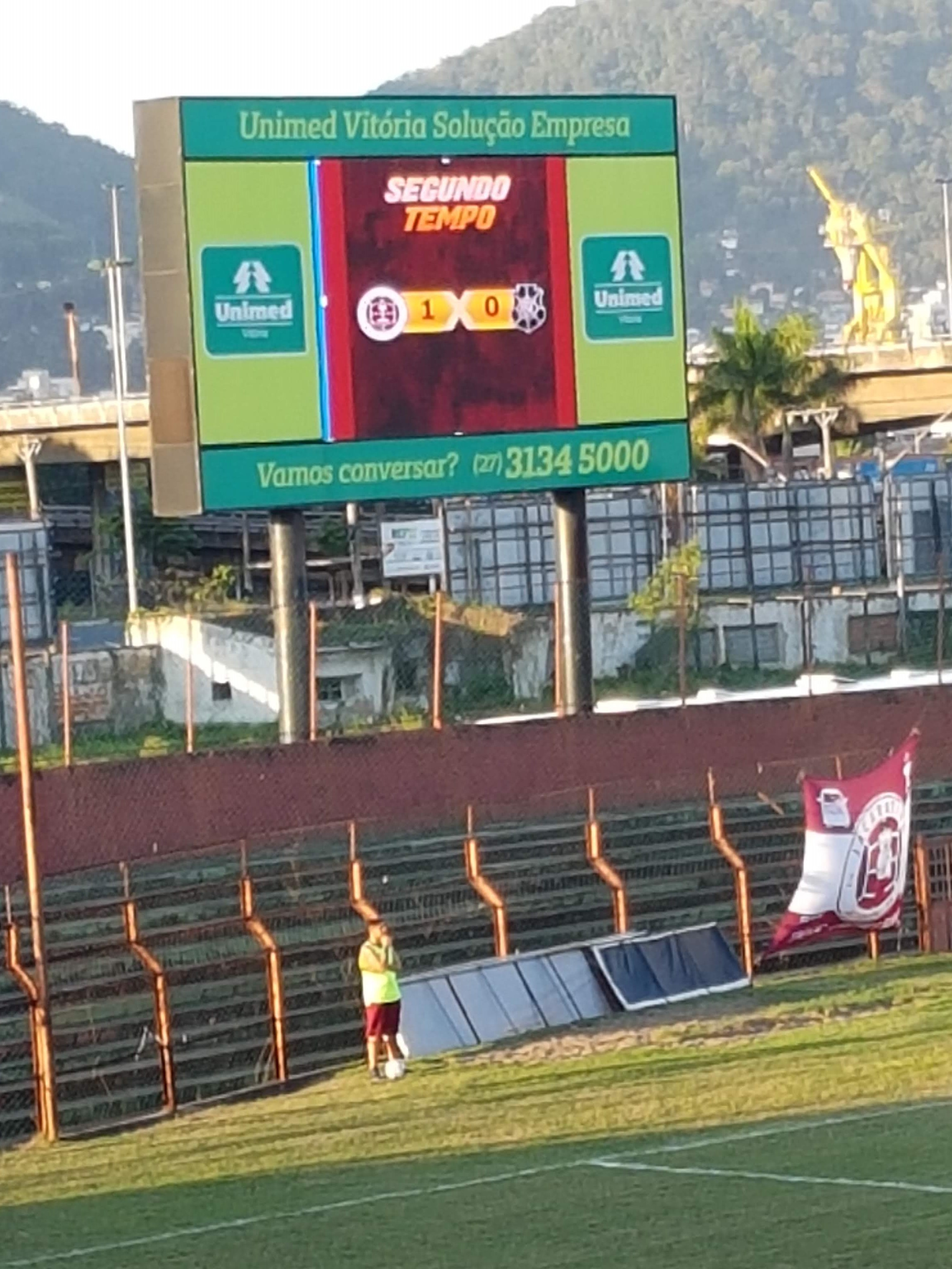
Placar eletrônico do estádio.
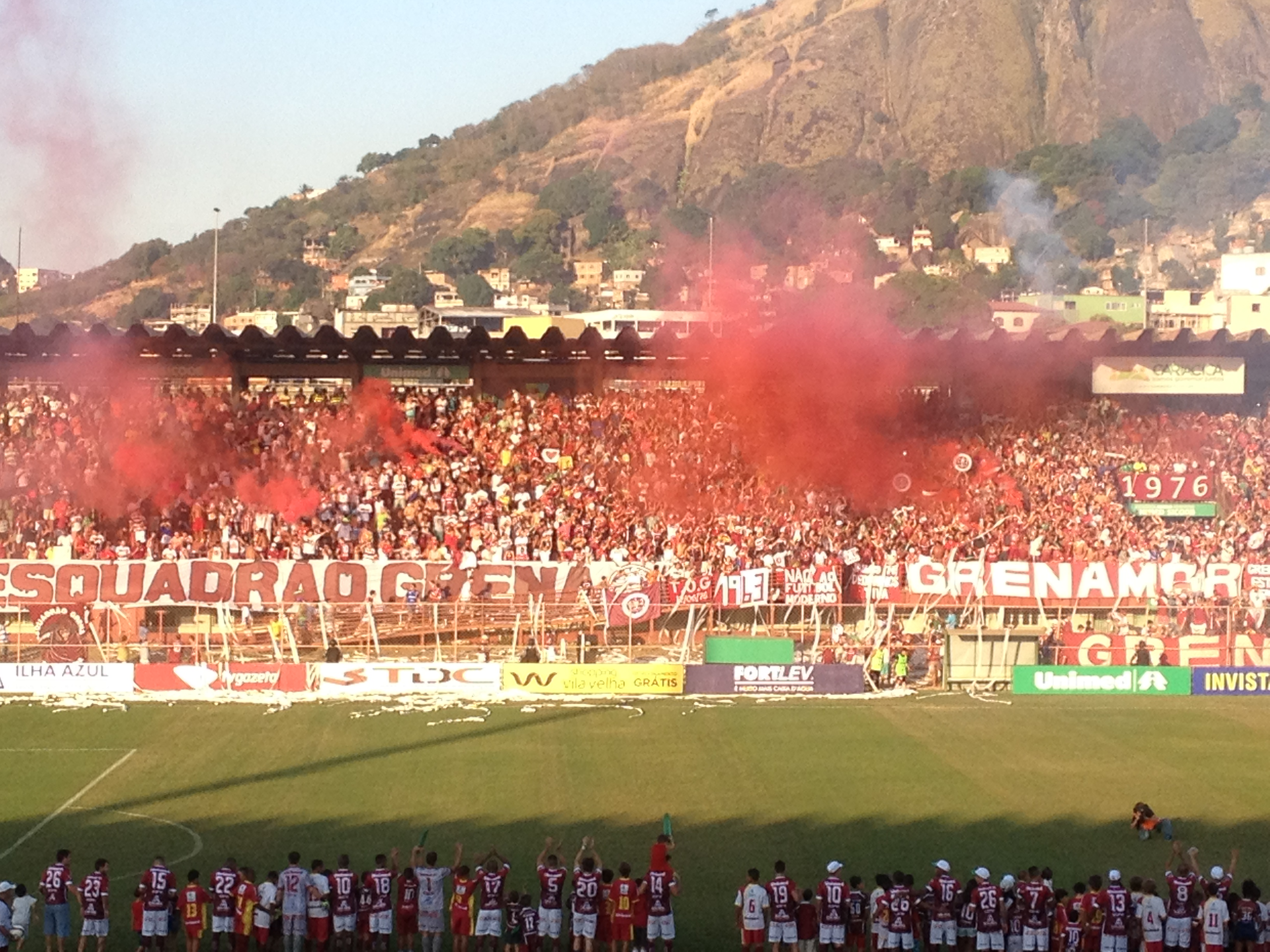
Estádio Engenheiro Araripe em dia de jogo.
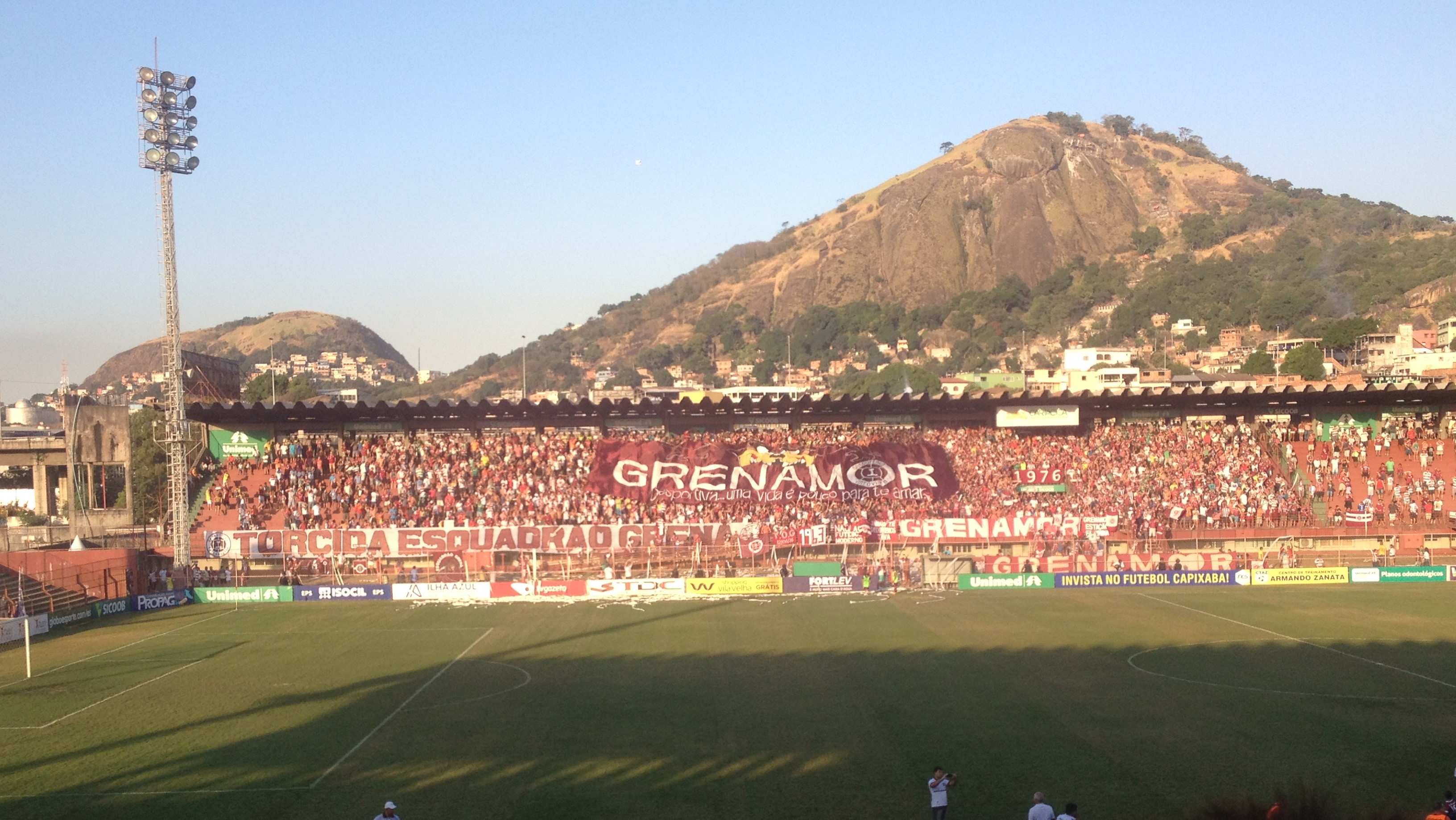
Estádio Engenheiro Araripe em dia de jogo.
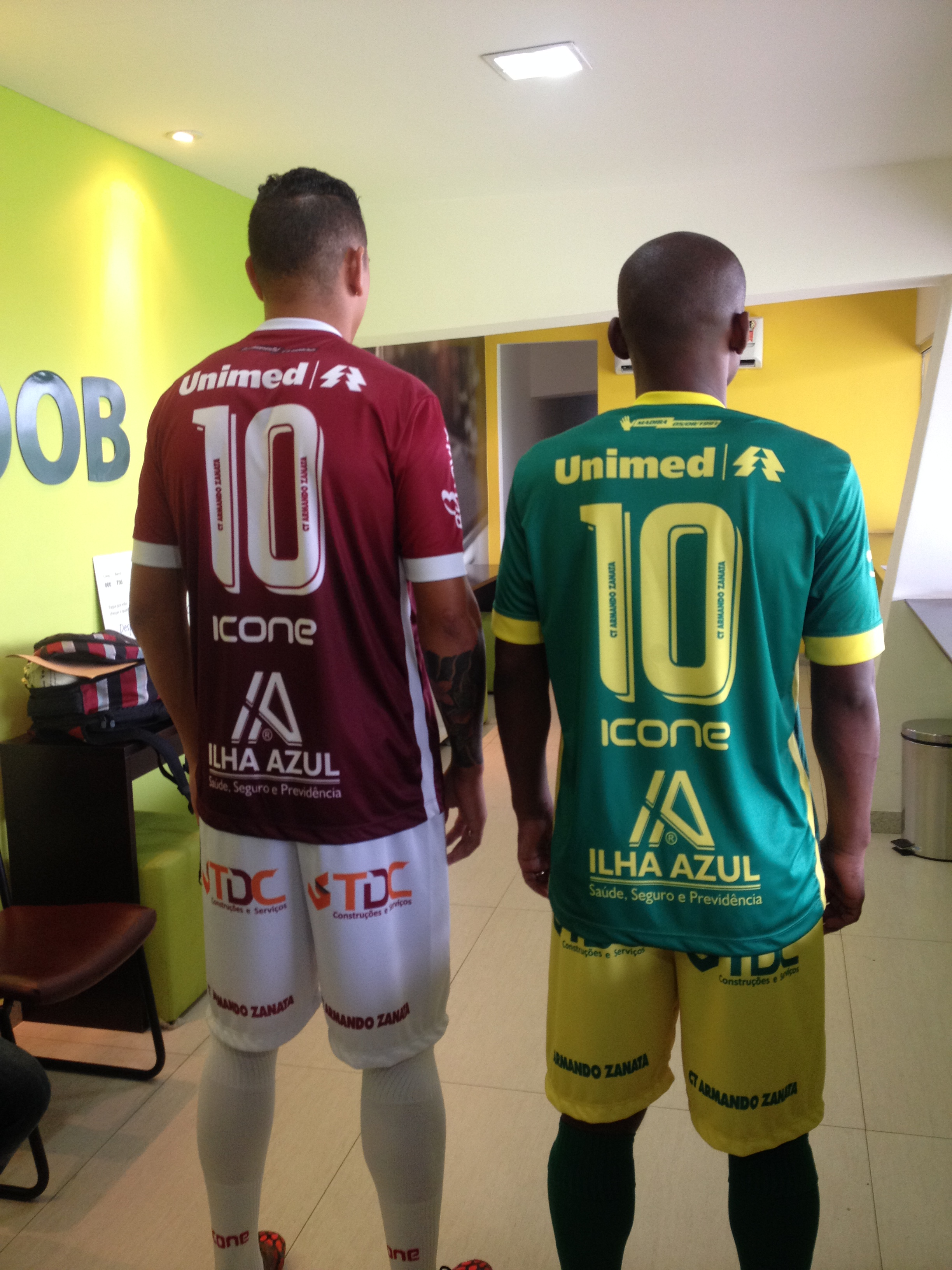
Apresentação dos uniformes da temporada 2016 no camarote do estádio.
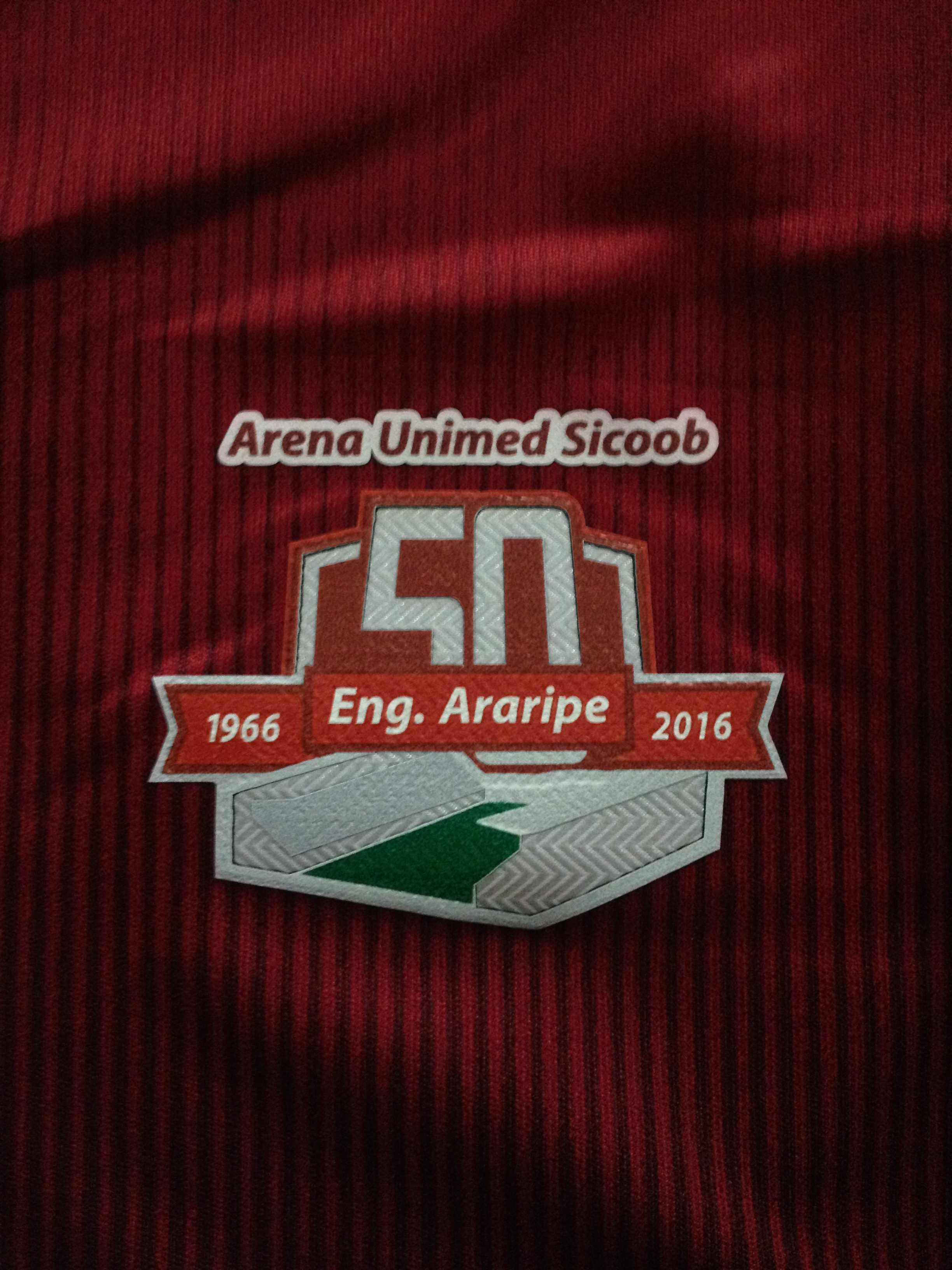
Selo de comemoração dos 50 anos do Estádio Engenheiro Araripe na camisa da Desportiva Ferroviária.

## Estatísticas

### Maiores públicos
Os 10 maiores públicos pagantes no Engenheiro Araripe:
| Nº | Público | Mandante               | Placar | Visitante        | Data                   | Competição                    | Ref.                |
| -- | ------- | ---------------------- | ------ | ---------------- | ---------------------- | ----------------------------- | ------------------- |
| 1  | 27.600  | Flamengo               | 0 x 1  | Vitória          | 28 de setembro de 1995 | Campeonato Brasileiro de 1995 | [carece de fontes?] |
| 2  | 27.232  | Desportiva Ferroviária | 0 x 2  | Atlético Mineiro | 17 de janeiro de 1982  | Campeonato Brasileiro de 1982 | [carece de fontes?] |
| 3  | 27.010  | Desportiva Ferroviária | 0 x 0  | Rio Branco-ES    | 8 de dezembro de 1985  | Campeonato Capixaba de 1985   | [carece de fontes?] |
| 4  | 24.363  | Desportiva Ferroviária | 1 x 0  | Flamengo         | 17 de outubro de 1973  | Campeonato Brasileiro de 1973 | [carece de fontes?] |
| 5  | 23.642  | Desportiva Ferroviária | 0 x 2  | Flamengo         | 20 de outubro de 1977  | Campeonato Brasileiro de 1977 | [carece de fontes?] |
| 6  | 23.120  | Desportiva Ferroviária | 0 x 5  | Fluminense       | 16 de outubro de 1977  | Campeonato Brasileiro de 1977 | [carece de fontes?] |
| 7  | 21.558  | Desportiva Ferroviária | 0 x 0  | Flamengo         | 31 de agosto de 1975   | Campeonato Brasileiro de 1975 | [carece de fontes?] |
| 8  | 21.352  | Desportiva Ferroviária | 1 x 4  | Atlético Mineiro | 5 de março de 1980     | Campeonato Brasileiro de 1980 | [carece de fontes?] |
| 9  | 20.709  | Desportiva Ferroviária | 0 x 1  | Atlético Mineiro | 12 de outubro de 1986  | Campeonato Brasileiro de 1986 | [carece de fontes?] |
| 10 | 20.000  | Desportiva Ferroviária | 2 x 3  | Rio Branco-ES    | 30 de março de 1975    | Torneio de Verão              | [carece de fontes?] |

### Por clubes
- Desportiva Ferroviária: 9
- Flamengo: 4
- Atlético Mineiro: 3
- Rio Branco-ES: 2
- Fluminense: 1
- Vitória: 1

### Por campeonatos
- Campeonato Brasileiro: 8
- Campeonato Capixaba: 1
- Torneio de Verão: 1

### Partidas da Seleção Brasileira no estádio
| 26 de julho de 1996 | Brasil                       | 3–1       | Polónia            | Engenheiro Alencar de Araripe, Cariacica              |
| 22:00 (UTC-3)       | Bebeto 9', 65' · Narciso 81' | Relatório | Daniel Dubicki 33' | Público: 10,400 Árbitro: ESP José María García Aranda |

| Brasil | Polónia |

| G              | 1  | Danrlei          |  |  | 45'     |
| LD             | 2  | Zé Maria         |  |  | 67'     |
| Z              | 3  | Aldair           |  |  |         |
| Z              | 4  | Ronaldo Guiaro   |  |  | 67'     |
| LE             | 6  | Roberto Carlos   |  |  |         |
| V              | 5  | Flávio Conceição |  |  |         |
| V              | 8  | Amaral           |  |  |         |
| M              | 9  | Juninho Paulista |  |  |         |
| M              | 10 | Rivaldo          |  |  |         |
| A              | 7  | Bebeto           |  |  |         |
| A              | 11 | Ronaldo          |  |  | 46'     |
| Substituições: |    |                  |  |  |         |
| G              | 12 | Dida             |  |  | 45'     |
| V              | 15 | Zé Elias         |  |  | 67'     |
| Z              | 13 | Narciso          |  |  | 67'     |
| A              | 18 | Luizão           |  |  | 46' 80' |
| A              | 17 | Marques          |  |  | 80'     |
| Treinador:     |    |                  |  |  |         |
| Zagallo        |    |                  |  |  |         |

| G                                |  | Jerzy Dudek           |  |  |     |
| LD                               |  | Michal Zewlakow       |  |  |     |
| Z                                |  | Maciej Krzetowski     |  |  |     |
| Z                                |  | Rafal Kaczmarczyk     |  |  | 67' |
| LE                               |  | Pawel Skrzypek        |  |  | 46' |
| V                                |  | Robert Wilk           |  |  | 77' |
| V                                |  | Marcin Malinowski     |  |  | 77' |
| M                                |  | Piotr Nowak           |  |  |     |
| M                                |  | Mariusz Piekarski     |  |  | 81' |
| A                                |  | Daniel Dubicki        |  |  |     |
| A                                |  | Bartosz Karwan        |  |  | 67' |
| Substituições:                   |  |                       |  |  |     |
| Z                                |  | Jacek Bak             |  |  | 67' |
| V                                |  | Jerzy Wojnecki        |  |  | 77' |
| V                                |  | Jaroslaw Krzyzanowski |  |  | 77' |
| M                                |  | Jacek Berensztajn     |  |  | 81' |
| A                                |  | Adam Majewski         |  |  | 67' |
| Treinador:                       |  |                       |  |  |     |
| Andrzej Zamilski e Edward Lorens |  |                       |  |  |     |

## Copa do Mundo de 2014
O estádio foi utilizado pela Seleção da Austrália para preparação para a Copa do Mundo de 2014.